# Antonio Guzmán Núñez
Antonio Guzmán Núñez, (Torrejón de Ardoz; Madrid, 2 de diciembre de 1953) es un exjugador de fútbol español, que ocupaba la posición de medio. Jugó en la Real Sociedad Deportiva Alcalá, Conquense, Talavera, Rayo Vallecano, Atlético de Madrid y Almería.

## Internacionalidades
- 2 veces internacional con la selección española.
- Mundial de Argentina 1978.